# 流星戦隊ムスメット
『流星戦隊ムスメット』（りゅうせいせんたいムスメット）は、2004年10月から同年12月まで放送されたアニメ（UHFアニメ）作品。全13話。原作は、『メガミマガジン』2004年1月号より連載された読者参加企画『ムスメットRGB』。
ストーリーの展開に合わせて（ムスメットとオトメットとの対決の結果、ムスメットが敗れたため）、第9話から第11話まではタイトルが「流星戦隊オトメット」に変更された（再戦にてムスメットが勝利した後は「帰ってきた 流星戦隊ムスメット」となった）。
番組の最後には声優やスタッフが顔出し出演し、トークを行うミニコーナーがあった。
なお、本作を最後にワンダーファームはいわゆる「萌え事業」から撤退した。すなわち、本作は同社最後の「萌え作品」である。

## 登場人物

### ムスメット
ヘルメットに内蔵された流星パワーで強化パーツを身につける事で変身する。ただし、変身するのは手足などの末端部などで、アンダースーツなどを持たないため、変身前に着用していた衣服（学生服など）がそのまま素体スーツとなる極めてコスプレ的要素の強い変身をする。強化システム「ムスメファイナライザー」導入後はオトメットをも圧倒する戦闘力を手に入れた。それと同時にアンダースーツが装着され、通常時のようなコスプレ要素がなくなった。モチーフは光の三原色の赤・緑・青。
三色 紅（みしな くれない） / ムスメレッド
声 - 松本彩乃
三色三姉妹の末娘。聖星高校1年生の16歳。得意なスポーツはソフトボール。第5話 - 第7話終盤まで戦意を失い戦線離脱したが、ブラックの流星に支配されたヤマトを救うために復活した。第12話ではある事情からマゼンタに変身しムスメマゼンタと名乗った。
三色 翠（みしな みどり） / ムスメグリーン
声 - 大沢千秋
三色三姉妹の次女。聖星高校2年生の17歳。第5話では紅に代わってレッドに変身し、ムスメ臨時レッドと名乗った。
三色 葵（みしな あおい） / ムスメブルー
声 - 川瀬晶子
三色三姉妹の長女。聖星高校3年生の18歳。面倒見が良く楽天家。ムスメットのリーダー格だがリーダーシップを発揮しようとはしない。

### オトメット
ブラックの流星に支配されたヤマトが生み出した。元々はムスメットの次世代型のプロトタイプシステムだったが改良されムスメットをも上回る能力を発揮する。特徴はアンダースーツが存在し、パワーの維持にエネルギーを消費する事である。そのためにムスメットよりも高い性能を持つ反面、パワー切れになるとアーマーとアンダースーツが分解消失してしまい全裸をさらす羽目になる。早乙女三姉妹は三色三姉妹とは敵対関係にあったが、オトメットとして善行を繰り返すうちに正義の心に目覚め、恋慕うヤマトをブラックの流星の呪縛から解き放つためにムスメットと共闘する。なお、早乙女家はかなりの資産家であり、地球規模の衣食住を操っている。また、彼女たちは異母姉妹であり、日本人の父親と、それぞれアメリカ人・ブラジル人・中国人の母親によるハーフである。モチーフは色の三原色のシアン・マゼンタ・イエロー。
早乙女 シオン（さおとめ シオン） / オトメシアン
声 - 浅野真澄
早乙女三姉妹の長女。聖星高校3年生の18歳。アメリカ人であるが、英語と日本語が混ざった怪しい話し方をする。
早乙女 マルシア（さおとめ マルシア） / オトメマゼンタ
声 - 榎本温子
早乙女三姉妹の次女。聖星高校2年生の17歳。ブラジル人であるが、大阪弁を喋る。
早乙女 コウ（さおとめ コウ） / オトメイエロー
声 - 桃井はるこ
早乙女三姉妹の末娘。聖星高校1年生の16歳。中国人であるが、会話の最後に｢ありんす～」という。

### その他の人物
岸田 博士（きしだ ひろし）
声 - 成田剣
40歳。三色三姉妹の養父でMETの隊長。聖星高校の前学長で現教頭。
色部 紫（しきべ むらさき）
声 - 日野由利加
25歳。METの主任。聖星高校の古文担当教員。第6話 - 第7話では紅に代わってレッドに変身しムラサキレッドと名乗った。翠曰く「ムスメ」とは言いづらかった。
青錠 奈子（せいじょう なこ）
声 - 松来未祐
24歳。METの技術士。聖星高校の化学担当教員。
白井 ヤマト（しらい ヤマト）
声 - 津久井教生
22歳。METの隊員。聖星高校の教育実習生。三色三姉妹・早乙女三姉妹に好意を持たれている。
モドキ
声 - 井ノ上奈々
宇宙人。第5話では紅に代わってレッドに変身した。
ジョルジュ・フジミ
声 - 麦人
年齢不詳。早乙女三姉妹の執事。
中川 しのぶ（なかがわ しのぶ）
声 - 山本麻里安
25歳。TV局のアナウンサー。
六月 十三朗（むつき じゅうざぶろう）
声 - 鈴木琢磨
42歳。多数の肩書きを持つ評論家。

## スタッフ
- 企画原作 - ワンダーファーム
- 原作 - 六月十三
- 監督 - きみやしげる
- シリーズ構成 - 滝晃一
- キャラクター原案 - 長谷川光司
- キャラクターデザイン・総作画監督 - 原将治
- メカニックデザイン - 宮豊
- 音楽 - 酒井良
- 音響監督 - 髙橋秀雄
- 美術監督 - 森元茂
- 撮影監督 - 久保博志
- 色彩設計 - 植木義則
- 編集 - 櫻井崇
- プロデューサー - 服部街宇
- 制作プロデューサー - 加藤長輝
- アニメーション制作 - ティー・エヌ・ケー
- 製作 - 「ムスメット」製作委員会（トゥーマックス、プライムディレクション、ポニーキャニオン、ポニーキャニオンエンタープライズ）

## 主題歌
オープニングテーマ「愛の閃光」（第1話 - 第8話・第12話 - 第13話）
作詞 - 六月十三 / 作曲・編曲 - 酒井良 / 歌 - ムスメット
オープニングテーマ「彩 Trichromatic」（第9話 - 第11話）
作詞 - 六月十三 / 作曲・編曲 - 原田末秋 / 歌 - オトメット
エンディングテーマ「ムスメゴコロ☆オトメゴコロ」（第1話 - 第8話・第12話 - 第13話は1番、第9話 - 第11話は2番を使用。）
作詞・作曲 - 桃井はるこ / 編曲 - 磯江俊道 / 歌 - SD★Children（松来未祐・金田朋子によるユニット）

## 各話リスト
| 話数   | サブタイトル                         | 脚本                     | 絵コンテ     | 演出         | 作画監督            |
| ------ | ------------------------------------ | ------------------------ | ------------ | ------------ | ------------------- |
| 第1話  | あなただけよっ！恋に焦がれるムスメ心 | 佐藤勝一                 | きみやしげる | きみやしげる | 原将治              |
| 第2話  | 染まりたい！微妙なムスメ心           | 滝晃一                   | 破慌太       | 原口浩       | 谷口淳一郎          |
| 第3話  | 飛び込みたいの！夏の日のムスメ心     | 大知慶一郎               | 誌村宏明     | 古川政美     | 古池敏也            |
| 第4話  | 守ってあげたい！遠い日のムスメ心     | 南出祐司                 | 久保太郎     | 久保太郎     | 田中基樹            |
| 第5話  | どこ？見えなくなったムスメ心         | 佐藤勝一                 | 葛谷直行     | 後信治       | 添田直子            |
| 第6話  | なぜ？迷路をさまようムスメ心         | 滝晃一                   | 藤原良二     | 福本潔       | 吉田潤              |
| 第7話  | わたしはここ！燃え上がるムスメ心     | 大知慶一郎               | 中村憲由     | 中村憲由     | 山口真未            |
| 第8話  | やっとわかった！告白したいムスメ心   | 南出祐司                 | 奥村吉昭     | 原口浩       | 内原茂              |
| 第9話  | ハロー！麗しのオトメ達               | 佐藤勝一                 | 川崎逸朗     | 古川政美     | 石田啓一            |
| 第10話 | トゥルーなラブをプリーズ             | 南出祐司 佐藤勝一 滝晃一 | 久保太郎     | 久保太郎     | 野口孝行            |
| 第11話 | グッバイ マイ ラブ                   | 滝晃一                   | 青木新一郎   | 後信治       | 添田直子            |
| 第12話 | 届けオトメ心！闇を貫けムスメ心！     | 滝晃一                   | 矢崎しげる   | 矢崎しげる   | 中嶋忠二 大河原晴男 |
| 第13話 | ムスメの真心、オトメの純真           | 佐藤勝一                 | きみやしげる | きみやしげる | 原将治              |

## 放送局
| 放送地域 | 放送局       | 放送期間                       | 放送日時                     | 放送系列  | 備考             |
| -------- | ------------ | ------------------------------ | ---------------------------- | --------- | ---------------- |
| 千葉県   | ちばテレビ   | 2004年10月4日 - 12月27日       | 月曜 0:30 - 1:00（日曜深夜） | 独立UHF局 |                  |
| 神奈川県 | tvk          | 2004年10月5日 - 12月28日       | 火曜 0:35 - 1:05（月曜深夜） | 独立UHF局 |                  |
| 兵庫県   | サンテレビ   | 2004年10月5日 - 12月28日       | 火曜 1:10 -1:40（月曜深夜）  | 独立UHF局 |                  |
| 埼玉県   | テレ玉       | 2004年10月5日 - 12月28日       | 火曜 1:45 - 1:15（月曜深夜） | 独立UHF局 |                  |
| 日本全域 | アニマックス | 2004年10月17日 - 2005年1月16日 | 日曜 1:00 - 1:30（土曜深夜） | CS放送    | リピート放送あり |

## 関連番組
- まるみえ☆ムスメット
  - アニメイトTVで配信されていたインターネットテレビ。
  - 配信期間：2004年10月 - 2005年3月
  - 出演者：松本彩乃・大沢千秋・川瀬晶子・井ノ上奈々

### ユニットメンバー
1. ↑  三色紅（松本彩乃）、三色翠（大沢千秋）、三色葵（川瀬晶子）
2. ↑  早乙女シオン（浅野真澄）、早乙女マルシア（榎本温子）、早乙女コウ（桃井はるこ）